# De Drentse Schilders
Kunstkring De Drentse Schilders is een voormalig Nederlands kunstcollectief.
Kort na de Tweede Wereldoorlog verenigden een aantal Drentse kunstschilders zich in een collectief om gezamenlijk schilderijen te exposeren en verkopen. In de zomer van 1946 werd De Drentse Schilders opgericht, later dat jaar vond de eerste expositie plaats. Oprichters en leden van het eerste uur waren Reinhart Dozy, Erasmus Bernhard van Dulmen Krumpelman, Anton Heyboer, Hans Heyting, Jan Kagie, Louis Kortenhorst, Hein Kray en Arent Ronda. Dozy werd voorzitter. Later traden onder anderen Erasmus Herman van Dulmen Krumpelman, Marieke Eisma en Evert Musch toe tot de vereniging.
De kunstkring exposeerde elke zomer en winter in het Asser Gymnasium en later ook in het V.O.R.K.-gebouw aan de Brink. Er waren geregeld onderlinge onenigheden over de kwaliteit van het geleverde werk. Kagie was een van de eersten die al na een paar maanden de kunstkring verliet. In 1953 viel het doek voor De Drentse Schilders. Het jaar erop werd door een aantal van de oud-leden het Drents Schildersgenootschap opgericht.